# Восточно-балканская свинья

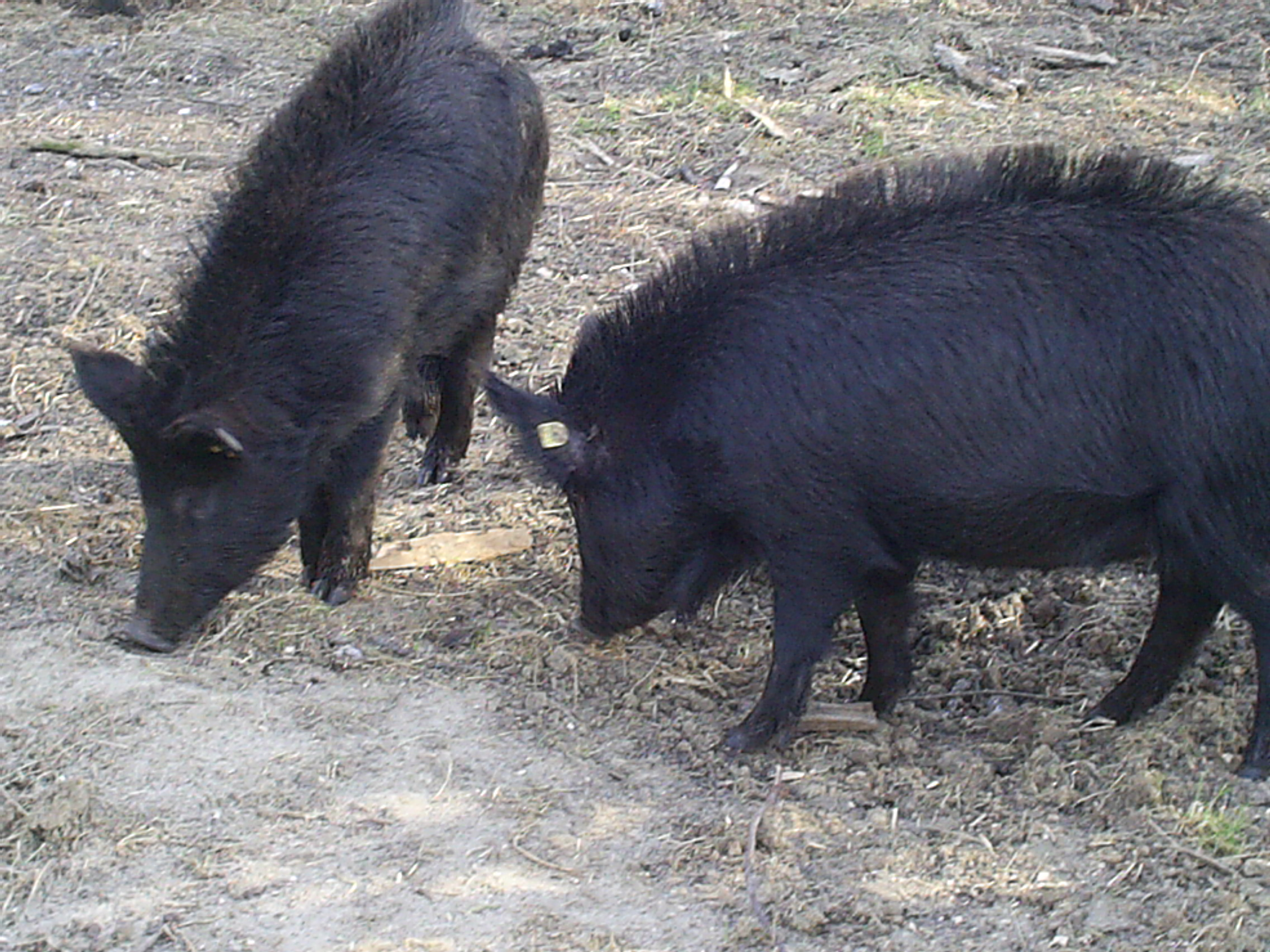
Восточно-балканские свиньи в поисках пищи

Восточно-балканская свинья (болг. Източнобалканска свиня) — болгарская аборигенная порода свиней. В отличие от других пород, выращивается исключительно пастбищным способом. Мясо таких свиней отличается от обычной свинины внешним видом, ароматом и вкусом.

## История
Восточно-балканская порода возникла в местности, находившейся на территории современной Болгарии, в древние времена. Утверждают, что она появилась около двух с половиной тысяч лет назад. Порода возникла от смешения европейского кабана с древними породами свиней. Вероятно, первоначально порода возникла в Малой Азии и на островах Эгейского моря, а позже была перенесена на Балканский полуостров греческими колонистами из города Мегара, заселившими побережье Чёрного моря. Порода генетически близка к средиземноморской торфяной свинье (одомашненная дикая свинья подвида Sus scrofa scrofa). На западном побережье Чёрного моря популяция скрещивалась с фракийской вислоухой свиньей. На протяжении веков во фракийских племенах порода подвергалась народной селекции.
Исторические сведения о породе очень скудны. Восточно-балканские свиньи впервые упоминаются в официальном издании Министерства торговли и сельского хозяйства «Домашните животни в разните части на света и България» (П. Германов, 1901 г.). В книге сообщается, что в лесных местностях Болгарии и, в основном, по течению реки Камчия встречаются свиньи, очень похожие на диких свиней. Академик Хлебаров в 1919—1920 годах обнаружил, что таких свиней разводят также в горных сёлах Варненской, Анхиалской, Бургасской околий и почти на всей территории Восточных Балкан, которые и дали название породе. При районировании сельскохозяйственных животных в 1955 году установлены районы разведения восточно-балканской свиньи преимущественно в горных и лесных частях бывших околий Котленской, Преславской, Шуменской, Провадийской, Варненской, Бургасской, Мичуринской, Малкотырновской, Грудовской и частично в горных районах Поморийской, Сливенской, Еленской и Омуртагской околий.

## Распространение
Порода была распространена в основном в двух крупных ареалах страны: Странджа и Восточная Стара-Планина (Восточные Балканы). Численность представителей породы не превышала 10 тысяч голов вместе с гибридами. Восточно-балканские свиньи — самая распространённая в Болгарии порода. В 1952 году они составляли 64,56 % от общего поголовья свиней в Преславском районе и 41,9 % в Шуменском районе. Порода разводится во многих районах Болгарии и в наши дни.
Восточно-балканские свиньи выращиваются пастбищным методом, не характерным для других пород свиней. Эта особенность потребовала специально законодательно урегулировать регионы, где возможен их выпас. Для разведения восточно-балканских свиней выделены несколько общин Шуменской, Варненской и Бургасской области. Однако свиней содержат и в соседних общинах и областях, так, большая популяция имеется в общине Котел. Известно, что колбаса сорта Смядовская луканка производилась из мяса восточно-балканских свиней. На гербе общины Смядово изображён силуэт восточно-балканской свиньи.
Похожие породы свиней, выращиваемые в пастбищных условиях, имеются в дельте реки Дунай в Румынии, на острове Сардиния в Италии и на Пиренейском полуострове в приграничных областях Испании и Португалии.
В Болгарии селекционной работой руководит Ассоциация по разведению и сохранению восточно-балканской свиньи (болг. Асоциация за развъждане и съхранение на Източнобалканската свиня), родословная книга ведётся с 2006 года.

## Описание и характеристика
Внешним видом восточно-балканская свинья напоминает дикую короткоухую европейскую свинью. Основной цвет шёрстного покрова чёрный. Встречаются свиньи с белыми или коричневыми пятнами и полосками. Кожа толстая, покрыта острой, гладкой и грубой щетиной, позволяющей животным легко переносить плохие погодные условия. Щетина образует характерный гребень на спине.
Животные имеют крепкое сложение, дугообразную спину, крепкий костяк. Голова среднего размера, длинная, с заострённой мордой, почти прямым или слегка вогнутым профилем. Уши короткие, прямые и довольно подвижные. Шея короткая, мало обмускуленная. Корпус короткий или средний, с хорошо развитой грудной клеткой. Круп широкий и наклонный, ноги короткие и крепкие. Живой вес неоткормленных животных составляет 60—80 кг, а при откорме достигает 110—130 кг. Восточно-балканская свинья созревает поздно и заканчивает рост к трёхлетнему возрасту. Продолжительность жизни восточно-балканской свиньи 10—15 лет. И самцы, и самки достигают половой зрелости в 9—10 месяцев. Продолжительность беременности составляет 114 дней. Самка рождает небольшое количество поросят — как правило, 4—6, которые в 60-дневном возрасте весят 10—11 кг. При среднесуточном приросте 370—380 грамм животные достигают веса в 90 кг приблизительно за 400 дней.
Свиньи имеют удовлетворительные откормочные свойства и относятся к мясо-сальному типу. Мясо восточно-балканских свиней красное, подходит для изготовления мясных продуктов продолжительного хранения, таких как сыровяленые и варёно-копчёные колбасы и деликатесы. Сало и бекон хорошего качества с зернистой структурой.

## Условия содержания
Восточно-балканские свиньи во многом похожи на диких кабанов, неприхотливы и не требуют сложного ухода. Порода выращивается исключительно группами в пастбищных условиях и обладает высокоразвитым коллективным инстинктом. Пастбища располагаются преимущественно в лесных и предгорных районах. Для отдыха, ночёвок, рождений, откорма и ветеринарных манипуляций крестьяне строят деревянные свинарники поблизости от природных источников воды. Строения пригодны для запирания, часто снабжены двором для прогулки и яслями для подкормки зерном. В них имеются отдельные боксы для родов и содержания подсосных поросят. Свиньи крайне выносливы и невзыскательны к условиям кормления и содержания. На пастбище поедают в основном траву и корни. В их меню входят и улитки, черви и насекомые. Богатым источником углеводов и жиров являются жёлуди. Подкормку зерном или комбикормом проводят только для поросят до двухмесячного возраста, зимой и в период откорма перед убоем. Благодаря такому рациону и двигательной активности сало восточно-балканских свиней имеет зернистую структуру, а мясо становится сухим и обладает специфическими ароматом и вкусом, в готовых блюдах мягкое и сочное. Болгарские производители ведут работу по защите географического происхождения продукта «мясо восточно-балканской свиньи».
Как и дикая свинья, восточно-балканская свинья имеет естественных врагов в природе. В основном к ним относится шакал, в меньшей степени волк. Из-за того, что стада пасутся в природных условиях там же, где и дикие свиньи, животные подвержены риску заболеть бруцеллёзом и классической чумой свиней. Будучи всеядными, свиньи могут поедать мелких грызунов и падаль и поэтому довольно часто страдают от трихинеллёза.